# Nāḩiyat Markaz ash Shaykh Badr
Nāḩiyat Markaz ash Shaykh Badr (arabiska: ناحية الشيخ بدر, ناحية مركز الشيخ بدر) är ett subdistrikt i Syrien.   Det ligger i provinsen Tartus, i den västra delen av landet, 170 km norr om huvudstaden Damaskus.
Trakten runt Nāḩiyat Markaz ash Shaykh Badr består till största delen av jordbruksmark. Runt Nāḩiyat Markaz ash Shaykh Badr är det tätbefolkat, med 511 invånare per kvadratkilometer.